# 香港杜鵑
香港杜鵑 （學名： Rhododendron hongkongense），別稱白馬銀花:345，為杜鵑花科杜鵑花屬马银花亚属植物。於1847年－1850年間在香港島首次發現，發現初期被誤認為是另一品種，直至1930年才正式冠以為香港命名的新品種。花期3－4月，果期7－12月:345。

## 分佈
香港杜鵑長於山谷、水邊及海拔300－800米常綠闊葉林之中，此品種主要分佈於香港馬鞍山、聶高信山及大嶼山，為香港原生植物，在中國境內廣東東莞及從化亦有分佈。由於分佈地多在香港郊野公園範圍內，而受到保護，同時野生香港杜鵑亦受香港林務條例所保護；在中國境內，本種亦為易危物種。

## 形態特徵
香港杜鵑為常綠灌木，約高達1－7米。幼枝密集，小枝褐色或灰褐色，光滑，枝幹幼嫩時密披腺毛，老枝褐色或淡黃褐色，無毛具光澤。葉倒披針形，革質，聚生於小枝上部，葉緣稍外捲，頂端短尖圓矩形，基部漸狹，表面無毛帶光澤，乾後深褐色，背面褐色或淡黃褐色稍帶白粉，葉中脈兩面凸出披微柔毛，側脈背部可見，長約1.5－5.5厘米，寬約1.2－2.6厘米；葉柄長約0.5－1厘米。花冠白色或帶粉紅色，近輻狀，單生於葉腋，花萼5裂，裂片倒卵形，上部裂片內有紫藍色斑點；花冠管長約6毫米，基部直徑約5毫米；子房卵圓形，披具短柄的腺毛；雄蕊5枚，中部以下披開展白色柔毛，較花冠短；花柱比雄蕊長，無毛，伸出花冠之外。果為卵圓形蒴果，表面有粗糙的小疣狀凸起，披腺毛，長約4－8毫米。

## 外部連結
- 香港罕有生物-香港杜鵑香港大學
- 杜鵑花科 (Ericaceae) （页面存档备份，存于）